# Lessonia
Lessonia es un género de aves paseriformes de la familia Tyrannidae, que agrupa a dos especies nativas de América del Sur, donde se distribuyen desde el centro oeste de Perú hasta Tierra del Fuego en Argentina y Chile, llegando hacia el este hasta el sur de Brasil y Uruguay. A sus miembros se les conoce por el nombre común de negritos y también colegiales o sobrepuestos.

## Etimología
El nombre genérico femenino «Lessonia» conmemora al naturalista y explorador francés René Primevère Lesson (1794-1849).

## Características
Los negritos son dos pequeños tiránidos regordetes, midiendo alrededor de 12 cm de longitud, prácticamente terrestres, encontrados siempre en terrenos abiertos cerca de lagos de agua dulce o marismas salinas. Los machos, inconfundibles, son negros y rufos. L. rufa nidifica en la región andino - patagónica y migra hacia el norte en el invierno austral, siguiendo las costas de ambos océanos, llegando hasta Bolivia, Paraguay y el sur de Brasil.

## Lista de especies
3Según las clasificaciones del Congreso Ornitológico Internacional (IOC)< y Clements Checklist/eBird, el género agrupa a las siguientes especies con el respectivo nombre popular de acuerdo con la Sociedad Española de Ornitología (SEO):
| Imagen | Nombre científico | Autor                        | Nombre común    | Estado de conservación | Distribución |
| ------ | ----------------- | ---------------------------- | --------------- | ---------------------- | ------------ |
|        | Lessonia rufa     | (Gmelin, 1789)               | negrito austral | LC                     |              |
|        | Lessonia oreas    | (P.L Sclater & Salvin, 1869) | negrito andino  | LC                     |              |

## Taxonomía
El género fue descrito por el ornitólogo e ilustrador británico William Swainson en 1832.
Los amplios estudios genético-moleculares realizados por Tello et al. (2009) descubrieron una cantidad de relaciones novedosas dentro de la familia Tyrannidae que todavía no están reflejadas en la mayoría de las clasificaciones. Siguiendo estos estudios, Ohlson et al. (2013) propusieron dividir Tyrannidae en cinco familias. Según el ordenamiento propuesto, Lessonia permanece en Tyrannidae, en una subfamilia Fluvicolinae Swainson, 1832-33, en una nueva tribu Xolmiini Tello, Moyle, Marchese & Cracraft, 2009, junto a Agriornis, Hymenops, Muscisaxicola, Satrapa, Xolmis, Cnemarchus, Polioxolmis, Knipolegus, Neoxolmis y Myiotheretes.